# Venezillo schultzei
Venezillo schultzei är en kräftdjursart som beskrevs av Karl Wilhelm Verhoeff 1933B. Venezillo schultzei ingår i släktet Venezillo och familjen Armadillidae. Inga underarter finns listade i Catalogue of Life.